# Kepler-683b
Kepler-683b es un planeta extrasolar que forma parte de un sistema planetario formado por al menos un planeta. Orbita la estrella denominada Kepler-683. Fue descubierto en el año 2016 por la sonda Kepler por medio de tránsito astronómico.